# Juana Dolores Romero Casanova
Juana Dolores Romero Casanova   (el Prat de Llobregat, 11 de març de 1992), coneguda simplement com a Juana Dolores, és una actriu i escriptora catalana.

## Trajectòria
Filla de pares andalusos, va estudiar a l'Institut del Teatre i va fer Estudis Literaris a la Universitat de Barcelona. El 2020 va guanyar la 56a edició del Premi Amadeu Oller de poesia per a poetes inèdits amb el poemari Bijuteria. És també la creadora de l'espectacle Massa diva per a un moviment assembleari i de l'obra de videoart Limpieza, que va ser part de l'exposició virtual «confinART» de la Fundació Guillem Viladot.
Juana Dolores va ser una de les impulsores de Poesia viral, un projecte artístic en línia amb voluntat de polititzar poèticament el malestar arran de la crisi provocada per la pandèmia de COVID-19. El 2023 es va fer viral la seva entrevista al 3/24 amb Xavier Grasset en què criticava la televisió pública i la dreta política, després del seu creixement a les eleccions municipals del maig.
El 2024 va ser condemnada per un delicte lleu d'amenaces a una multa de tres-cents euros acusada d'escopir i desitjar la mort als militants de Vox en una carpa que el partit havia muntat al març a la plaça de Lesseps de Barcelona.

## Obra publicada
- Bijuteria (Edicions Galerada, 2020)
- Rèquiem català. I si una nació desfilant per una catifa vermella (amb Marc Migó, Edicions Poncianes, 2022)[11][12]

## Arts escèniques
- Massa diva per a un moviment assembleari (2020, Antic Teatre)[13]
- Hit me if i'm pretty o Vladimir Maiakovski se suicidó por amor (2020, Antic Teatre i Temporada Alta)[14]
- Qui diu foc diu flama (2025, Centre de les Arts Lliures)[15]

## Videoart
- Limpieza (2020)
- Santa Bárbara (2020)
- Miss Univers (2021, Antic Teatre i Temporada Alta)[16]